# Mallinella gombakensis
Mallinella gombakensis là một loài nhện trong họ Zodariidae.
Loài này thuộc chi Mallinella. Mallinella gombakensis được Hirotsugu Ono & Hashim miêu tả năm 2008.